# 1800-talet

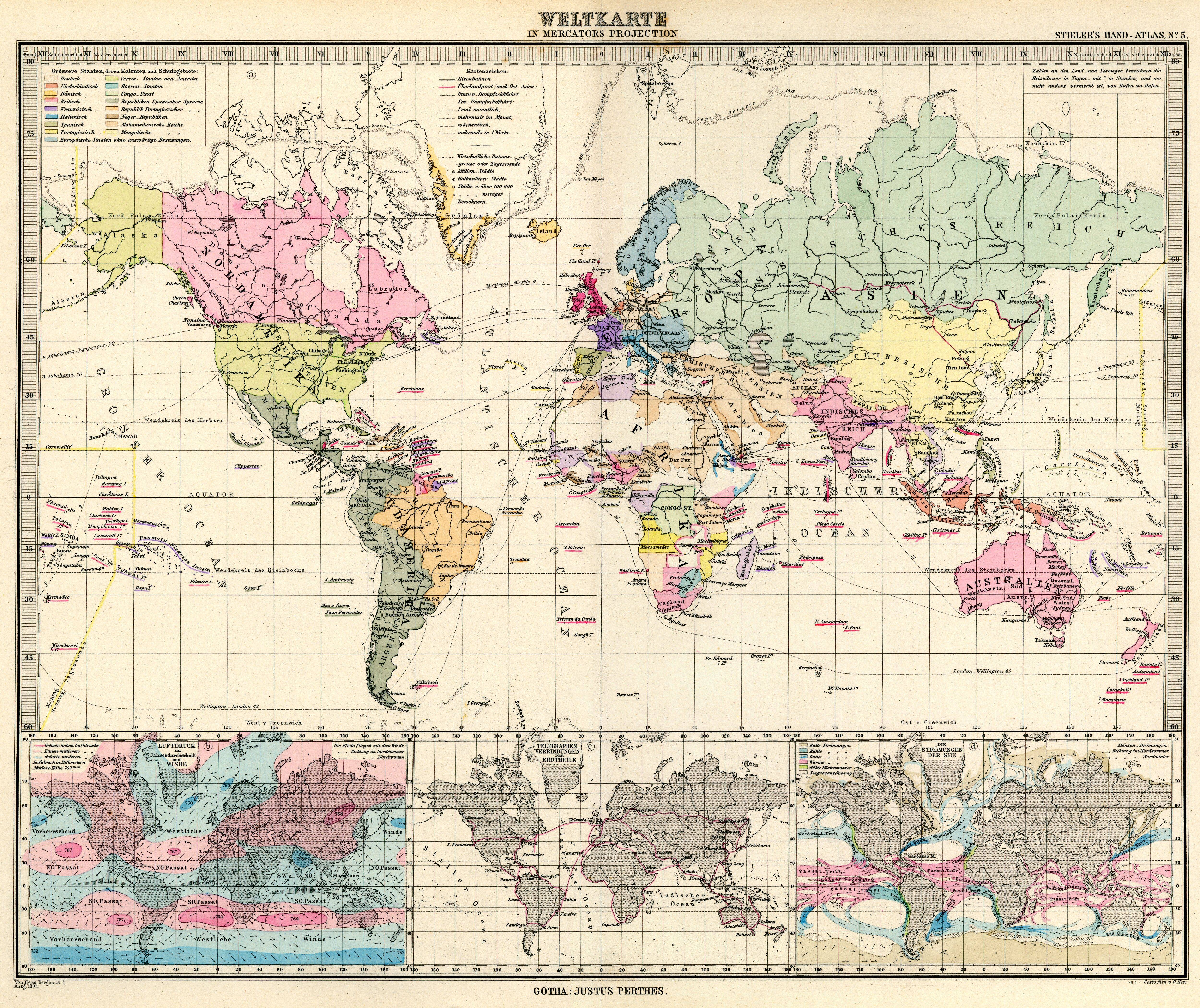
Världskarta från 1891 med de europeiska staternas besittningar markerade. Det Brittiska imperiet är seklets stormakt. Kartans nollmeridian passerar genom Greenwich, såsom beslutats vid den internationella meridiankonferensen 1884.

1800-talet är perioden från 1 januari 1800 till 31 december 1899. Viktig utveckling var industrialismens införande i västvärlden, liberala politiska reformer och slaveriets avskaffande. Ibland talar man numera om det långa 1800-talet.

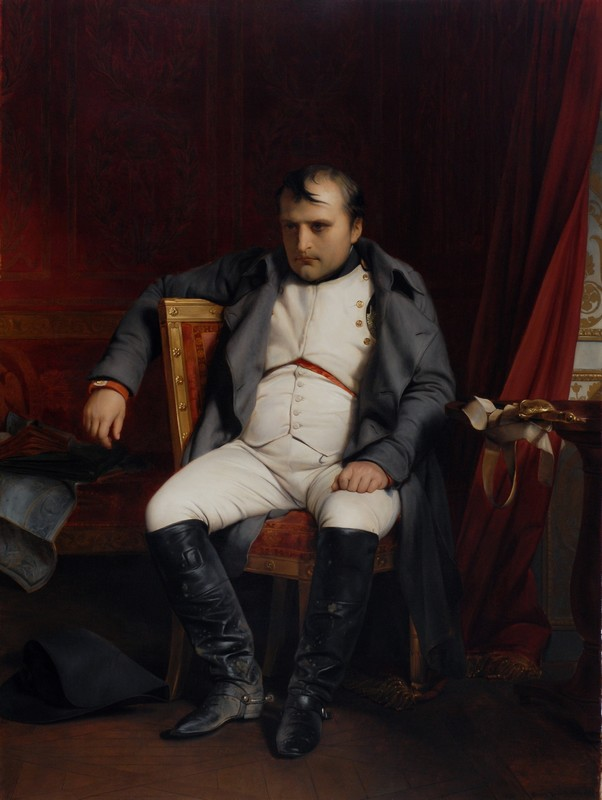
Napoleon har abdikerat.

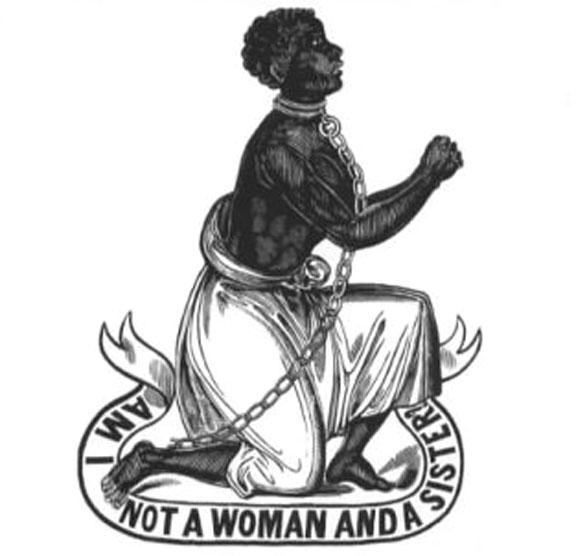
Medaljong mot slaveriet.

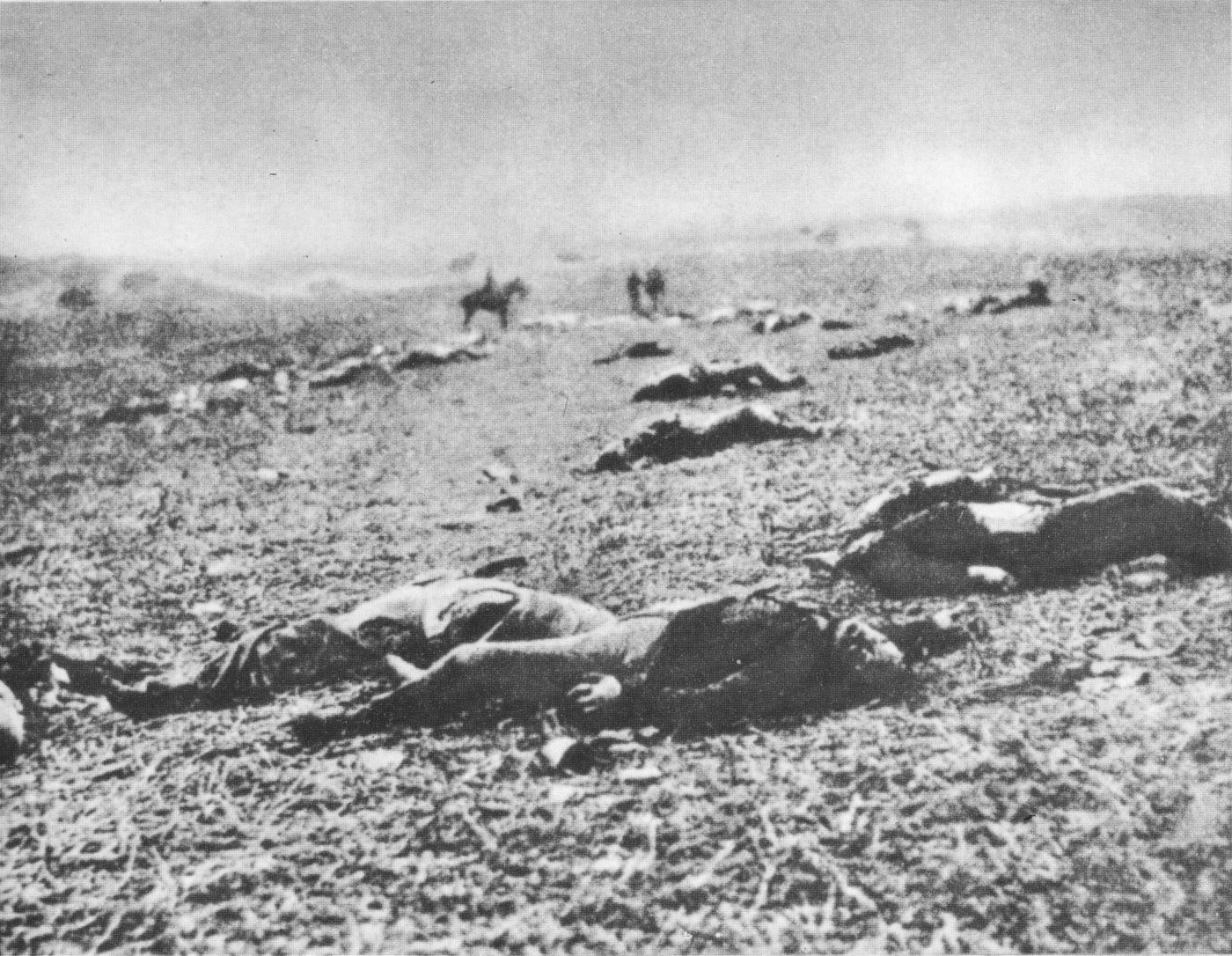
Amerikanska inbördeskriget.

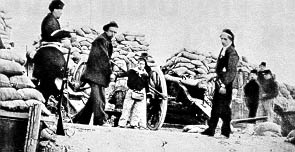
Barrikader i Paris 1871.

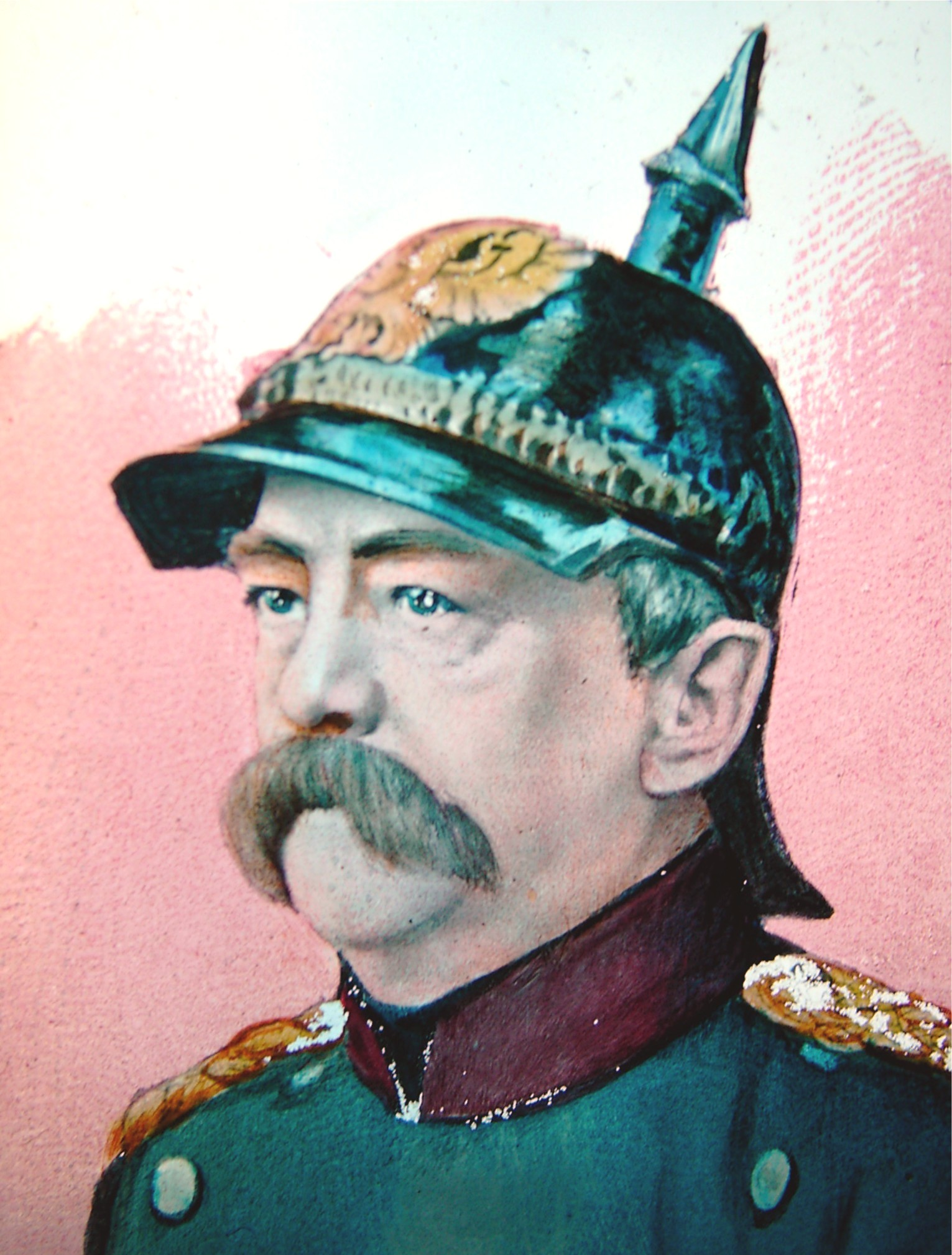
"Järnkanslern" Bismarck 1815-98, ambrotypi 1874.

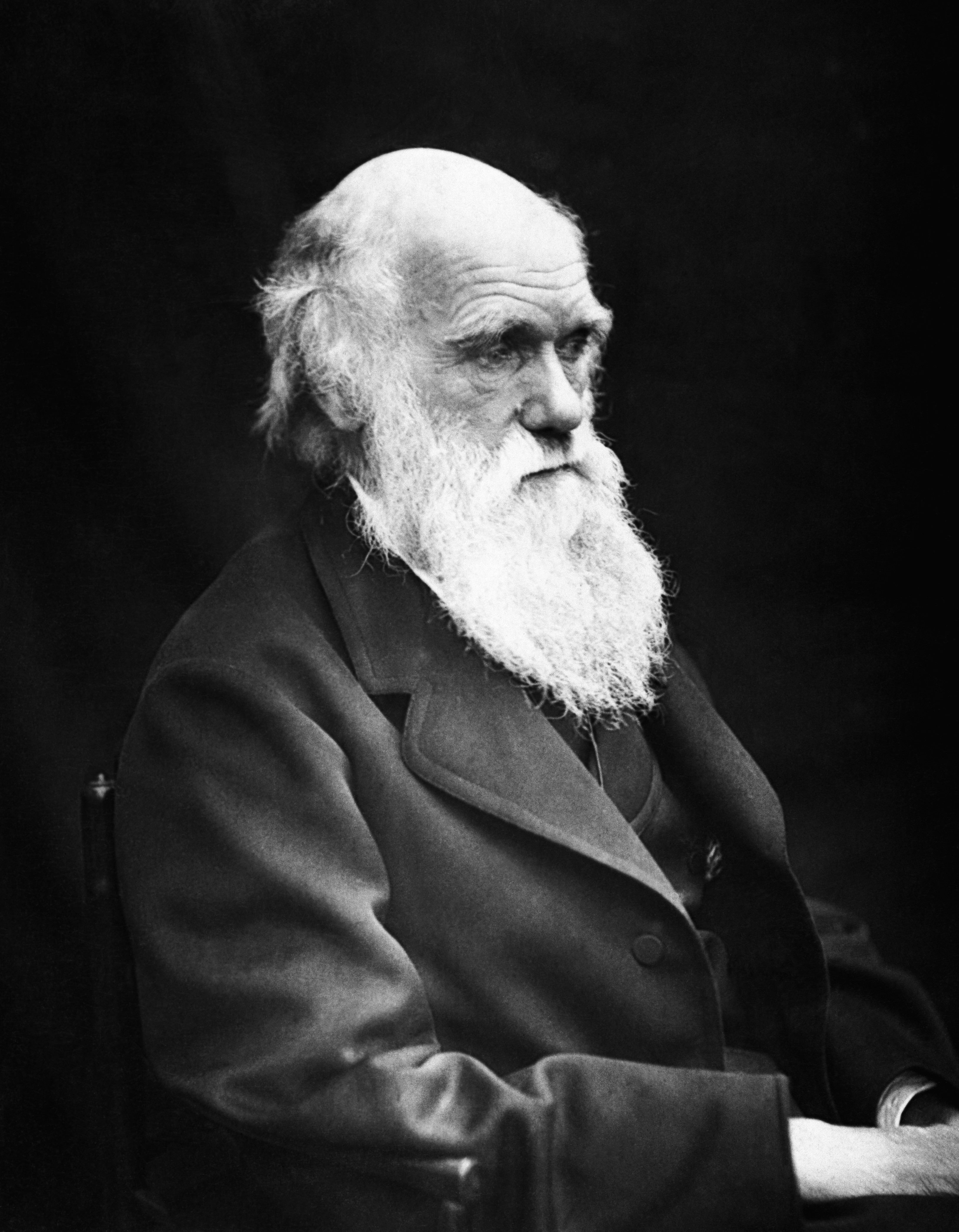
Charles Darwin.

"Ottomotorn" började tillverkas 1867.

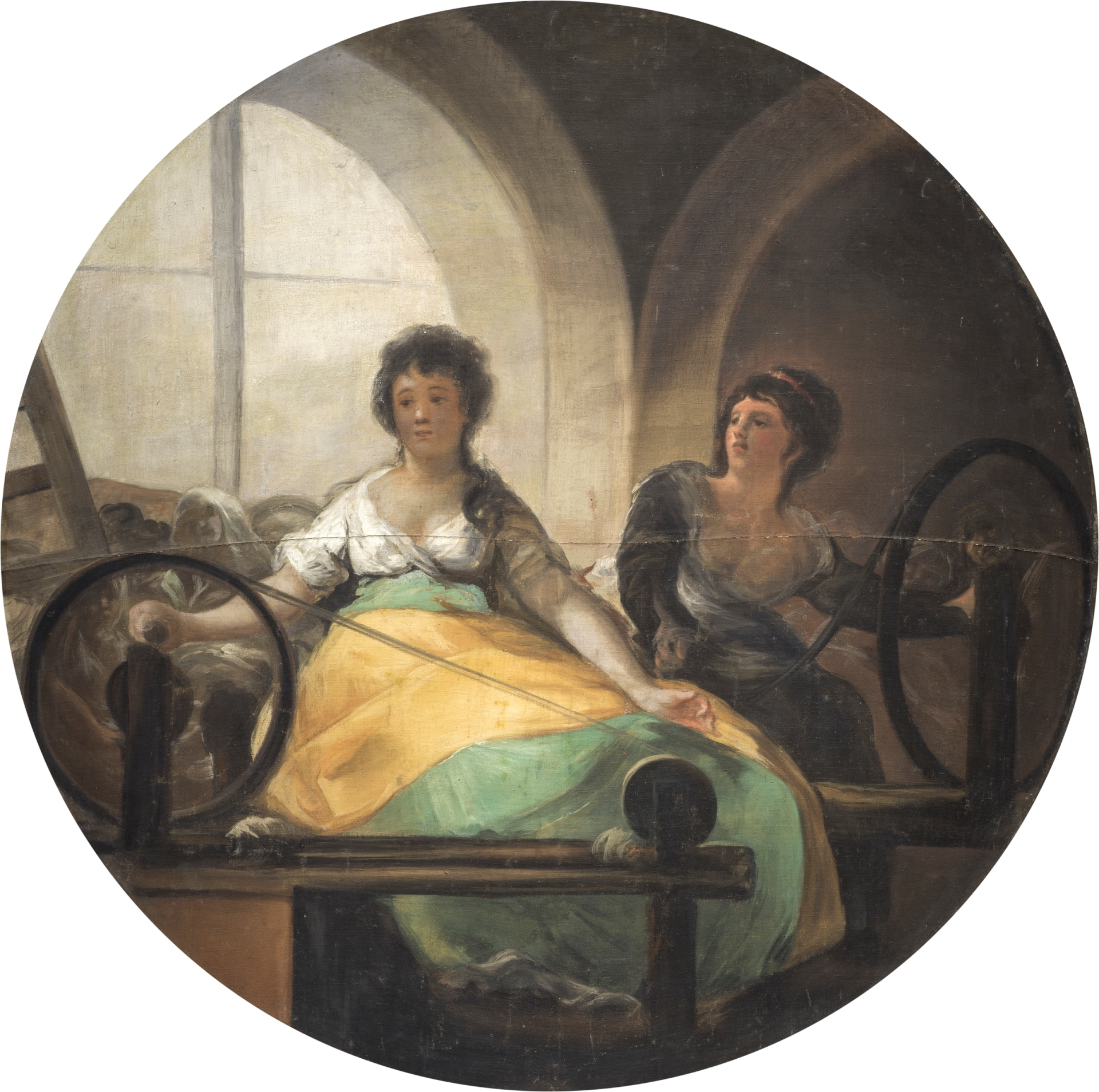
Allegori över industrin, Goya 1805.

Friheten på barrikaderna, Delacroix 1830.

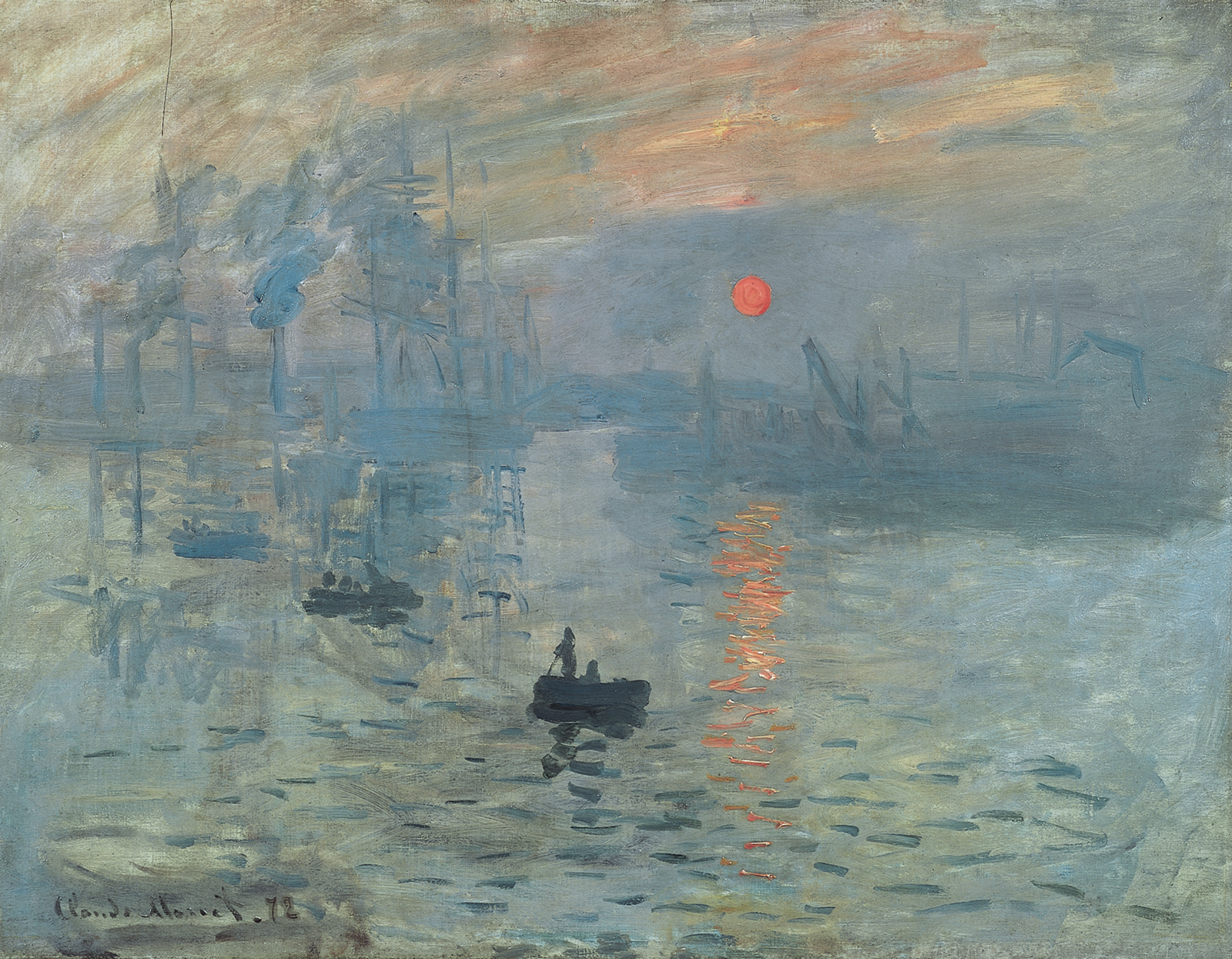
Impression, Monet 1872.

Porträtt av Venny Soldan, Hanna Pauli cirka 1880.

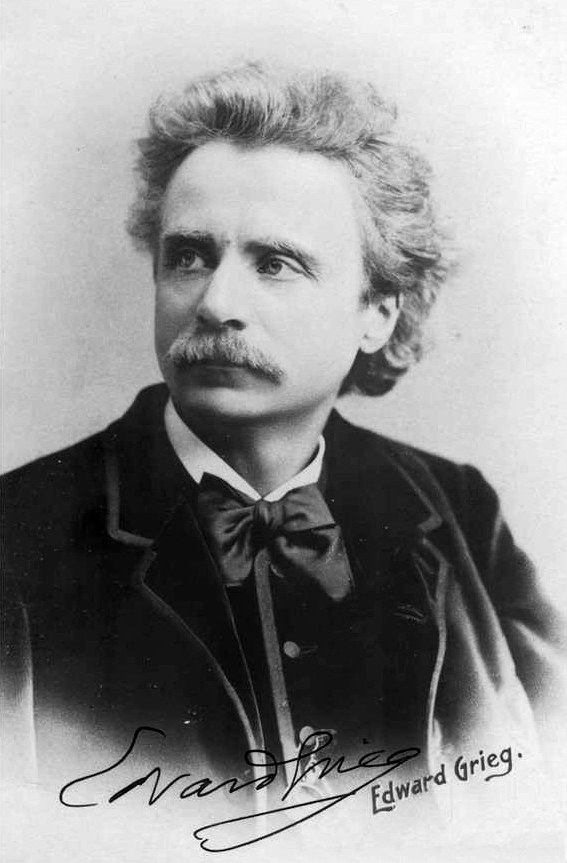
Grieg 1876.

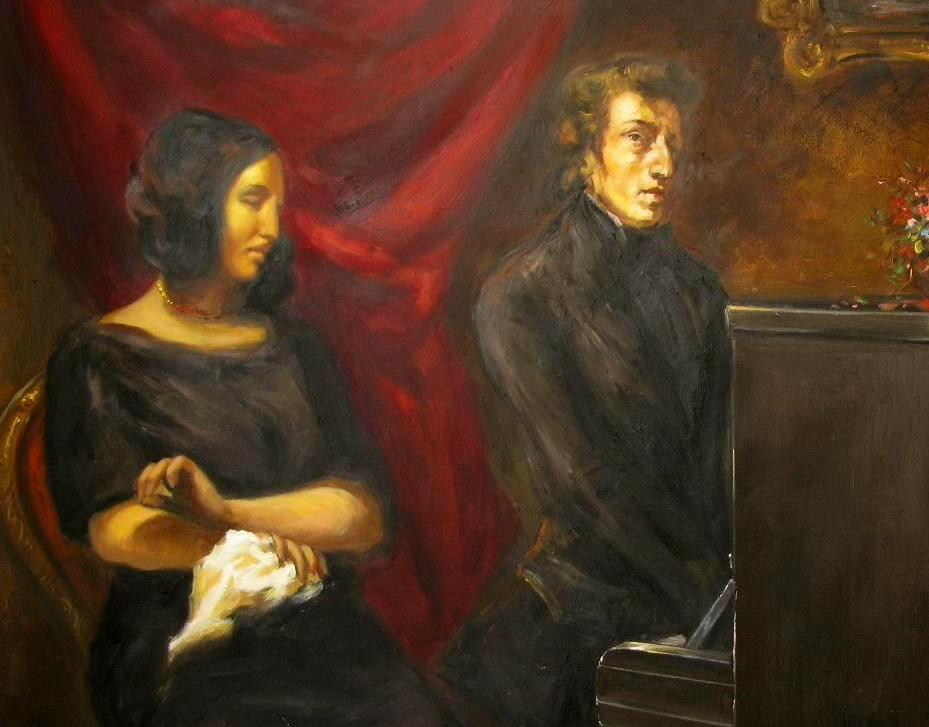
Gerorge Sands & Chopin, Delacroix cirka 1837.

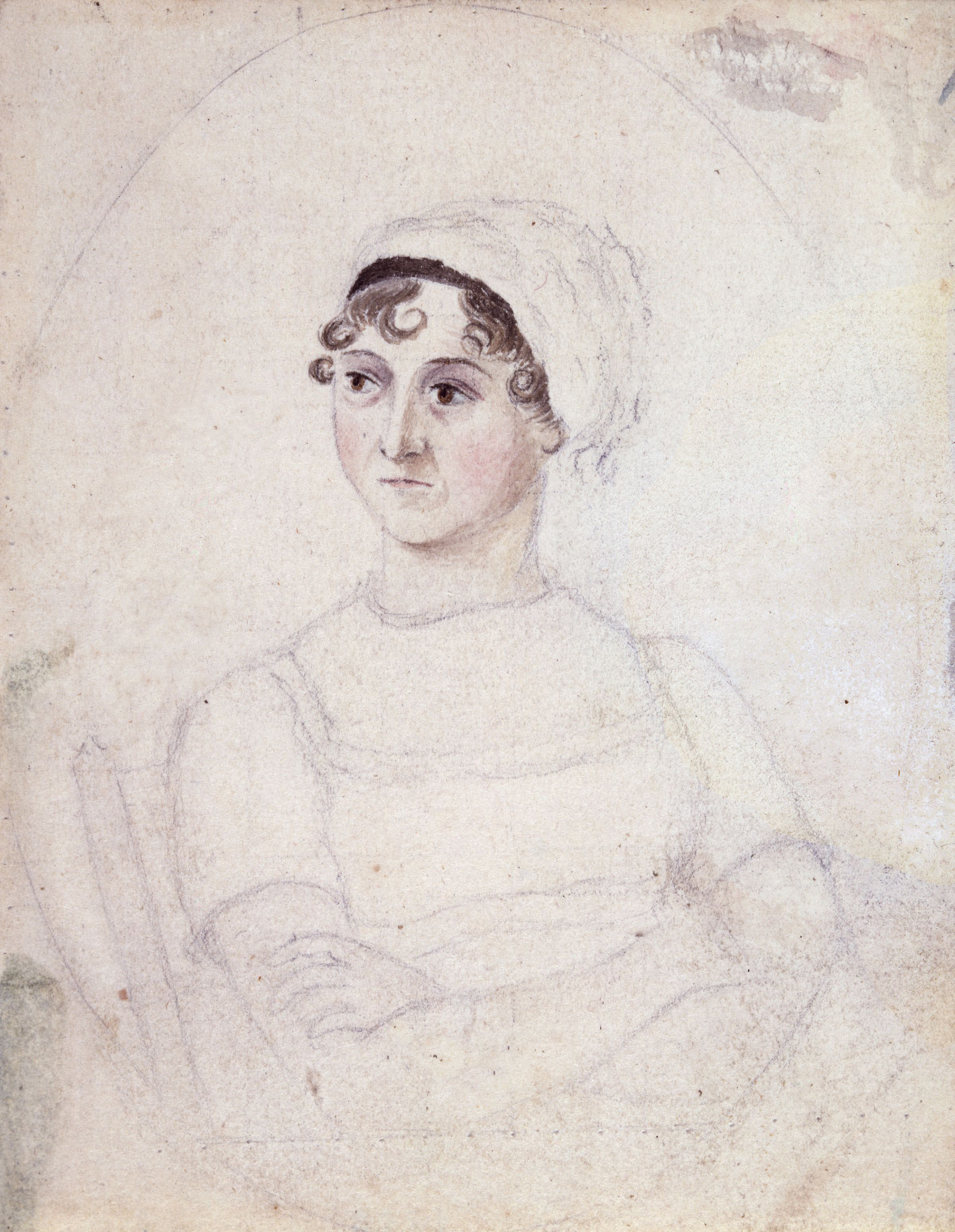
Jane Austen, cirka 1810.

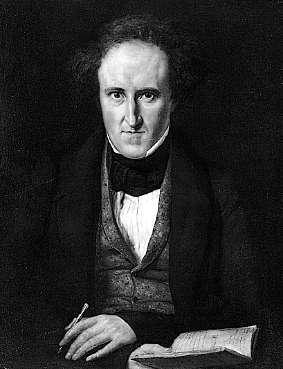
Carl Jonas Love Almqvist, cirka 1835.

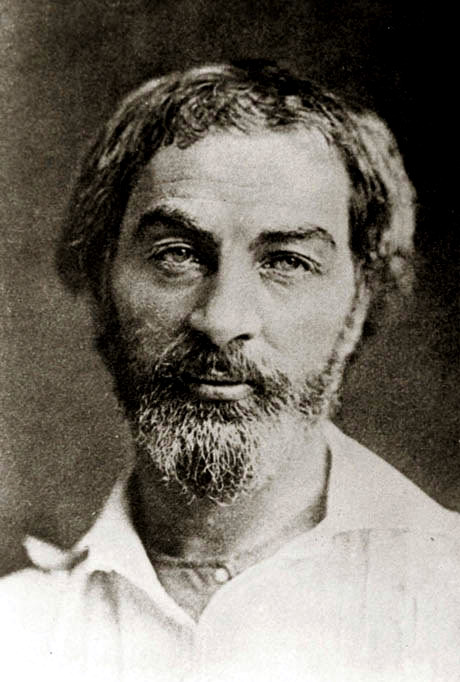
Walt Whitman, daguerrotypi 1854.

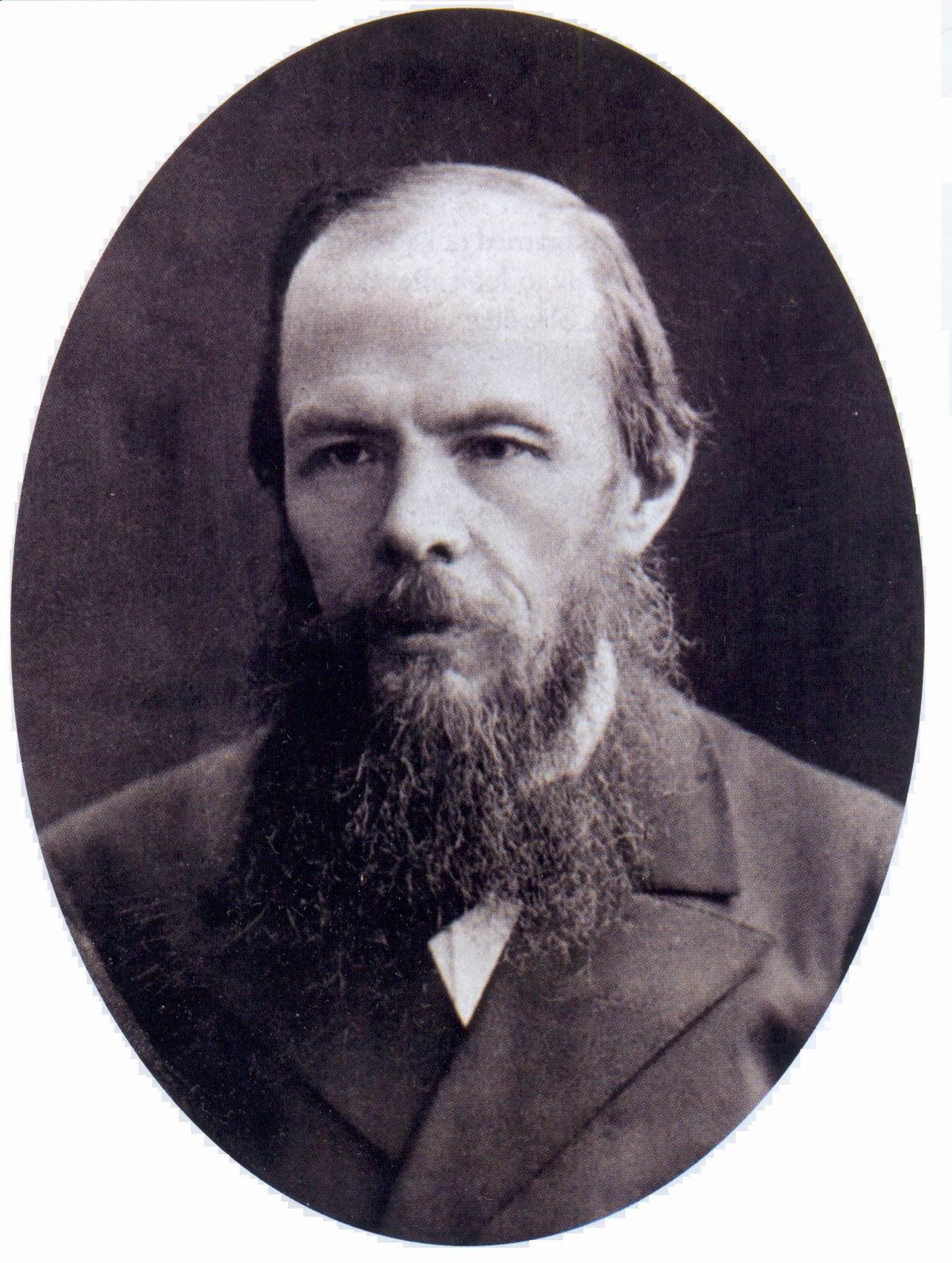
Dostojevskij, 1879.

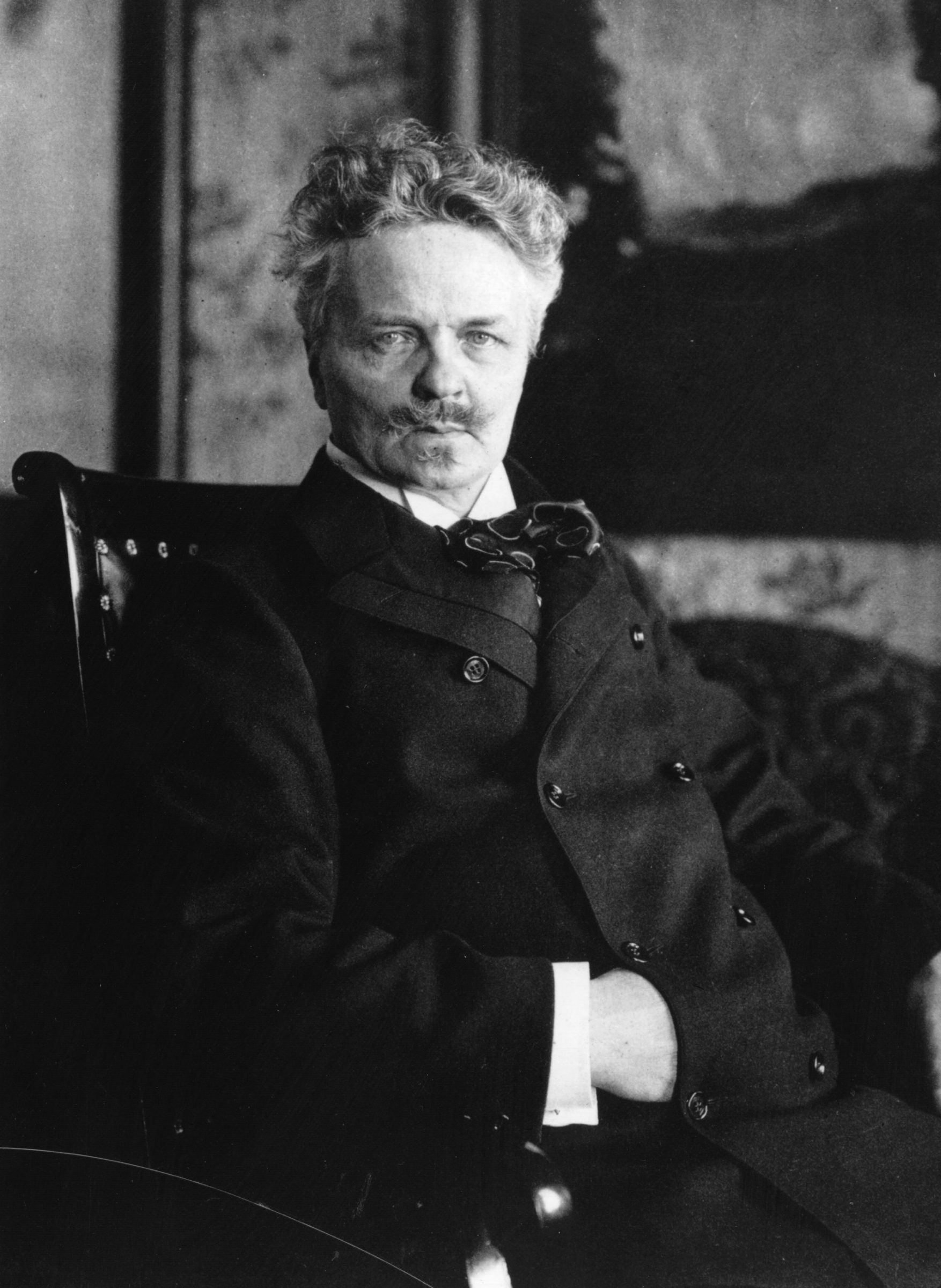
Strindberg, foto cirka 1900.

## Händelser
- 1801 – Genom Unionsakterna (eng. Acts of Union) ingår Storbritannien och Irland en realunion och bildar Förenade kungariket Storbritannien och Irland (eng. United Kingdom of Great Britain and Ireland).
- 1803–1815 – Napoleonkrigen rasar i Europa.
- 1809 – Sverige förlorar Finland till Ryssland.
- 1814–1815 – Wienkongressen har som mål att stabilisera Europa efter Napoleonkrigen. Dominerande stater under kongressen är Storbritannien, Ryssland, Österrike, Preussen och från 1815 även Frankrike.
- 1815 – Den franske kejsaren Napoleon I besegras i slaget vid Waterloo.
- 1816 – Året utan sommar.
- 1818 – Marskalk Jean Baptiste Bernadotte efterträder Karl XIII som svensk kung.
- 1820 – Tusentals före detta slavar flyttar från Amerika till USA:s koloni Liberia på Afrikas västkust, men Liberia blir självständigt först 1847.
- 1821 – Mexiko blir självständigt från Spanien.
- 1822 – Brasilien blir självständigt från Portugal.
- 1833 – "The Slavery Abolition Act" förbjuder slavhandel i det Brittiska imperiet.
- 1837 – Viktoria blir drottning av Storbritannien och Irland. Hennes sextiotreåriga regeringstid (1837-1901) kommer att kallas den Viktorianska eran.
- 1839–1842 – Första opiumkriget utkämpas mellan Storbritannien, Frankrike och Kina. Som ett resultat av detta blir Hongkong en brittisk koloni och förblir så fram till 1997.
- 1846 – Adolphe Sax tar patent på saxofonen.
- 1846–1848 – Den stora svälten på Irland leder till massiv emigration från detta land till Amerika.
- 1847 - Reglementerad prostitution införs i Sverige. Det förekommer även i fler andra europeiska länder.
- 1848 – Vågor av revolutioner sveper över Europa efter februarirevolutionen i Frankrike och går till historien under namnet marsoroligheterna. I Stockholm utbryter kravaller 18–19 mars.
- 1848 – Guldfyndigheter i Kalifornien leder till att den stora guldrushen bryter ut.
- 1848 – Chartism. Det stora chartistmötet på Kennington Common 1848.
- 1850–1863 – Det kinesiska Taipingupproret utkämpas.
- 1853–1856 – Krimkriget utkämpas mellan å ena sidan Ryssland och å andra sidan en allians bestående av Storbritannien, Frankrike och Osmanska riket.
- 1856–1860 – Andra opiumkriget utkämpas mellan Storbritannien, Frankrike och Kina.
- 1861 – Livegenskapen avskaffas i Ryssland.
- 1861 – Giuseppe Garibaldi är en av de ledande krafterna i enandet av staterna på Apenninska halvön och detta år utropas kungariket Italien.
- 1861–1865 – Amerikanska inbördeskriget utkämpas mellan nord- och sydstaterna.
- 1865 – Slaveriet avskaffas i USA.
- 1866 – Suezkanalen, som förbinder Medelhavet med Röda havet, öppnas.
- 1866–1869 – Meijirestaurationen i Japan innebär slutet för shogunatet och återinförandet av kejsardömet samt leder till att landet industrialiseras.
- 1870–1871 – Fransk-tyska kriget utkämpas och leder till att Bismarck kan utropa det tyska kejsardömet.
- 1871 – Under Otto von Bismarcks ledning enas de tyska staterna och bildar Kejsardömet Tyskland.
- 1871 – Under den så kallade Pariskommunen styr socialister Paris och gatustrider utkämpas mellan "kommunarderna" och franska regeringstrupper.
- 1872 – En stor oljerush inleds i Baku i Azerbajdzjan och varar till 1917. Svensken Ludvig Nobel startar ett oljeraffinaderi i Baku 1876.
- 1880–1881 – Första boerkriget utkämpas mellan boer och britter i Sydafrika.
- 1881–1884 – Våldsamma pogromer genomförs mot judar i västra Ryssland, vilket bland annat leder till stor utvandring av ryska judar till USA.
- 1884 – Internationella meridiankonferensen (eng. International Meridian Conference) i Washington D.C. anordnas för att fastställa jordens nollmeridian. Slutligen väljer man Greenwichmeridianen.
- 1884–1885 – De västerländska staterna delar upp Afrika mellan sig under Berlinkonferensen.
- 1880–1900 – Omkring tio miljoner européer emigrerar till USA under seklets sista decennier.
- 1892 - Lizzie Borden dubbelmord på sin far och styvmor

### Filosofi och nya teorier
- 1843 – Søren Kierkegaards existentialistiska bok Antingen – eller utkommer. Den följs av boken Begreppet Ångest året därpå.
- 1848 – Karl Marx och Friedrich Engels ger ut Kommunistiska manifestet, som blir grunden för de framväxande socialistiska och kommunistiska rörelsernas politiska program.
- 1859 – Charles Darwins revolutionerande teorier om evolutionen, Om arternas uppkomst, publiceras. Boken innebär ett ifrågasättande av de förhärskande idéerna om naturens ordning och människans plats i den som baseras på Bibelns berättelser.
- 1883–1885 – Friedrich Nietzsche ger ut sin bok Så talade Zarathustra och utropar i den "Gud är död".

### Teknik, transport & vetenskap
- Under seklet blir det allt smidigare att resa, och alltfler börjar resa långa sträckor. På land byggs järnvägar, och vägar beläggas med makadam. På båtar sätts ångmaskiner som ersätter seglen. Dessa förbättringar innebär att restiden förkortas. Ångmaskinerna och de förbättrade transportmöjligheterna är två av de faktorer som möjliggör den industriella revolutionen. Vid seklets slut kommer "Ottomotorer" som drivs på gas eller bensin.
- 1832 – Göta kanal, som har byggts genom södra Sverige under Baltzar von Platens ledning, invigs tre år efter von Platens död.
- 1839 – Daguerrotypin, föregångaren till fotografiet, presenteras i Paris av sin uppfinnare Louis Daguerre.
- 1855 – Bessemermetoden, som möjliggör massproduktion av stål, patenteras av den engelske ingenjören Henry Bessemer.
- Vid mitten av seklet utvecklas metoder för att raffinera olja. Världens första oljeraffinaderi startar i Ploiești i Rumänien 1857.
- 1862 – John Ericsson konstruerar för nordstaterna under amerikanska inbördeskriget det bepansrade örlogsfartyget USS Monitor, som har rörlig kanon.
- 1866 – Den första fungerande telegrafkabeln läggs över Atlanten.
- 1867 – Alfred Nobel tar patent på dynamiten.
- 1867 – Nicolaus Otto inleder tillverkningen av den så kallade ottomotorn, som fortfarande är den dominerande motorn i världen, bland annat i bilar.
- Innocenzo Manzetti, Antonio Meucci, Elisha Gray, Alexander Graham Bell och Thomas Edison utvecklar var på sitt håll vad som kommer att bli telefonen. Bell registrerar patent på telefonen 1876.
- 1879 – Thomas Edison visar upp sin första funktionella glödlampa i december.
- 1895 – Bröderna Lumière visar sin film Arbetarna lämnar Lumières fabrik i Lyon på världens första biograf i La Ciotat i sydöstra Frankrike.

## Födda

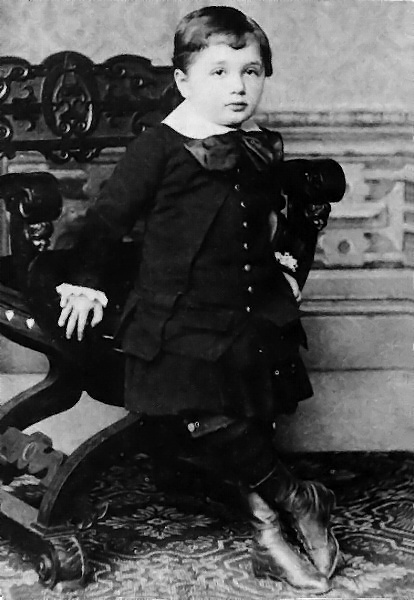
Albert Einstein som barn